# Elezioni parlamentari in Turchia del 1983
Le elezioni parlamentari in Turchia del 1983 si tennero il 6 novembre per il rinnovo della Grande Assemblea Nazionale Turca.

## Risultati
| Liste                                  | Voti       | %     | Seggi |
| -------------------------------------- | ---------- | ----- | ----- |
| Partito della Madrepatria (ANAP)       | 7 833 148  | 45,14 | 211   |
| Partito Populista (HP)                 | 5 285 814  | 30,46 | 117   |
| Partito Nazionalista Democratico (MDP) | 4 036 970  | 23,27 | 71    |
| Altri                                  | 195 588    | 1,13  | –     |
| Totale                                 | 17 351 520 | 100   | 399   |